# Торъёш
Торъёш (устар. Тор-Ёш) — река в России, протекает по Ханты-Мансийскому АО. Устье реки находится в 55 км по правому берегу реки Большой Атлым. Длина реки составляет 52 км, площадь водосборного бассейна 554 км².

## Притоки
- Айсоим (лв)
- 6 км: Илъёган (пр)
- 10 км: Путъёган (лв)
- Ун-Омрасьсоим (пр)
- Ай-Омрасьсоим (пр)
- 26 км: Хадаипъюган (пр)
- Кевынгесоим (лв)
- Катъёгартсоим (лв)

## Данные водного реестра
По данным государственного водного реестра России относится к Нижнеобскому бассейновому округу, водохозяйственный участок реки — Обь от впадения Иртыша до впадения реки Северная Сосьва, речной подбассейн реки — бассейны притока Оби от Иртыша до впадения Северной Сосьвы. Речной бассейн реки — (Нижняя) Обь от впадения Иртыша.